# 빅 스터프
빅 스터프는 대한민국의 래퍼다. 2020년 EP 《패가망신》으로 데뷔했다.

## 방송
- 하고싶은말을해라 2 (2021) - Top8